# Всеросійська федерація легкої атлетики
Всеросійська федерація легкої атлетики (рос. Всероссийская федерация лёгкой атлетики, ВФЛА) — спортивна організація, що займається розвитком і популяризацією легкої атлетики в Росії і організацією та проведенням проведенням всеросійських змагань у цьому виді спорту. Член Міжнародної асоціації легкоатлетичних федерацій (ІААФ) (до листопада 2015) і Європейської легкоатлетичної асоціації.

## Системні порушення антидопінгового контролю
13 листопада 2015 Рада Міжнародної асоціації легкоатлетичних федерацій 22 голосами з 23 ухвалила рішення про тимчасове відсторонення Росії від змагань під своєю егідою на невизначений період. Рішення було ухвалене через системні порушення Росією антидопінгового контролю та знищення результатів цього контролю.
Ухвалене рішення унеможливлює участь збірної легкоатлетів Росії в Олімпійських іграх в Ріо-де-Жанейро 2016 року.